# Terrae di Titano
Segue una lista delle terrae presenti sulla superficie di Titano. La nomenclatura di Titano è regolata dall'Unione Astronomica Internazionale; la lista contiene solo formazioni esogeologiche ufficialmente riconosciute da tale istituzione.
Le terrae di Titano portano i nomi di luoghi incantati, celesti o paradisiaci di diverse culture del mondo.

## Prospetto
| Terra          | Eponimo                                                                                 | Latitudine | Longitudine | Diametro  |
| -------------- | --------------------------------------------------------------------------------------- | ---------- | ----------- | --------- |
| Garotman Terra | Garotman – Il paradiso delle anime fedeli nella mitologia iraniana.                     | 13,5° S    | 348° W      | 970 km    |
| Paititi Terra  | Paititi - Leggendaria città perduta della civiltà inca.                                 | 20,22° N   | 249,39° W   | 2100 km   |
| Tollan Terra   | Tollan – Il paradiso dove il raccolto è sempre ricco nella mitologia azteca.            | 6,4° N     | 322,7° W    | 800 km    |
| Tsiipiya Terra | Tsiipiya – Il monte sacro degli Hopi.                                                   | 2,83° N    | 340,12° W   | 573,24 km |
| Yalaing Terra  | Yalaing – La terra ricca di acque fresche per le anime buone nella mitologia aborigena. | 19,5° S    | 324° W      | 980 km    |